# شاپرکان جغدی کوچک
شاپرکان جغدی کوچک (نام علمی: Micronoctuidae) نام یک تیره از بالاخانواده جغدی‌واران است.